# Diphya okumae
Diphya okumae là một loài nhện trong họ Tetragnathidae.
Loài này thuộc chi Diphya. Diphya okumae được miêu tả năm 1995 bởi Tanikawa.